# 若武者賞
若武者賞（わかむしゃしょう）は、神奈川県川崎競馬組合が川崎競馬場ダート1500mで施行する地方競馬（南関東公営競馬）の重賞競走である。格付けはSIII。正式名称は「スポーツニッポン杯 若武者賞」。

## 概要
2002年にサラブレッド系2歳馬（一組）による特別競走として創設。
鎌倉記念のトライアル競走として施行されており、上位2着以上の馬に鎌倉記念への優先出走権が与えられる。
2018年からは準重賞として行われていたが、2023年度の番組改編でSIIIの重賞へ格上げされた。鎌倉記念やハイセイコー記念を経て全日本2歳優駿を目指す路線が確立されることになる。
重賞格上げ初年度の負担重量は定量で55kg、牝馬54kgで、2024年は定量で54kgとなった（ともに南半球産3kg減）。

### 条件・賞金等（2024年）
出走資格
サラブレッド系2歳、南関東所属。
以下の競走がトライアル競走に指定されている。
- 初陣賞（川崎ダート1400m)の2着までの馬に本競走の優先出走権付与

負担重量
定量。54kg（南半球産3kg減）
賞金額
1着1200万円、2着420万円、3着240万円、4着120万円、5着60万円、着外手当10万円。
優先出走権付与
上位2着までに入った馬に鎌倉記念の優先出走権が付与される。

## 歴代優勝馬
| 回数  | 施行日        | 優勝馬           | 性齢 | 所属 | タイム | 優勝騎手 | 管理調教師 | 馬主     |
| ----- | ------------- | ---------------- | ---- | ---- | ------ | -------- | ---------- | -------- |
| 第1回 | 2023年9月13日 | グラッシーズマン | 牡2  | 船橋 | 1:37.5 | 和田譲治 | 林幻       | 松谷翔太 |
| 第2回 | 2024年9月5日  | ベアバッキューン | 牡2  | 川崎 | 1:36.4 | 町田直希 | 鈴木義久   | 熊木浩   |

出典：南関東4競馬場公式「若武者賞競走優勝馬」https://www.nankankeiba.com/win_uma/78.do

### 特別競走時
| 施行日         | 優勝馬             | 性齢 | 所属 | タイム | 優勝騎手 | 管理調教師 |
| -------------- | ------------------ | ---- | ---- | ------ | -------- | ---------- |
| 2002年10月21日 | パレガルニエ       | 牝2  | 川崎 | 1:36.0 | 今野忠成 | 池田孝     |
| 2003年9月18日  | トキノコジロー     | 牡2  | 川崎 | 1:37.2 | 山田信大 | 長谷川蓮   |
| 2004年9月5日   | トーホウリキジン   | 牡2  | 川崎 | 1:37.5 | 森下博   | 梅山和則   |
| 2005年9月8日   | キングトルネード   | 牡2  | 川崎 | 1:35.5 | 酒井忍   | 八木仁     |
| 2006年9月29日  | ザマローレル       | 牡2  | 川崎 | 1:36.6 | 石崎隆之 | 岩本洋     |
| 2007年9月12日  | アオゾラ           | 牝2  | 川崎 | 1:36.3 | 戸崎圭太 | 安池成実   |
| 2008年9月7日   | エスプリオール     | 牡2  | 川崎 | 1:35.4 | 真島大輔 | 武井榮一   |
| 2009年9月4日   | レッカ             | 牝2  | 大井 | 1:36.9 | 真島大輔 | 堀千亜樹   |
| 2010年9月6日   | シービスティー     | 牡2  | 船橋 | 1:38.0 | 左海誠二 | 岡林光浩   |
| 2011年8月31日  | キョウエイロブスト | 牡2  | 川崎 | 1:37.9 | 増田充宏 | 佐々木仁   |
| 2012年9月11日  | ナスノキセキ       | 牝2  | 川崎 | 1:37.7 | 山崎誠士 | 岩本洋     |
| 2013年9月5日   | ブルーセレブ       | 牝2  | 川崎 | 1:34.8 | 山崎誠士 | 武井和実   |
| 2014年9月9日   | ノースノース       | 牡2  | 船橋 | 1:37.6 | 左海誠二 | 林正人     |
| 2015年9月8日   | アンサンブルライフ | 牡2  | 浦和 | 1:38.0 | 的場文男 | 小久保智   |
| 2016年9月13日  | ラペルドゥリデュ   | 牡2  | 船橋 | 1:39.2 | 石崎駿   | 佐藤賢二   |
| 2017年9月7日   | ゴールドパテック   | 牝2  | 川崎 | 1:38.6 | 山崎誠士 | 岩本洋     |

### 準重賞格付け時
| 施行日        | 優勝馬           | 性齢 | 所属 | タイム | 優勝騎手 | 管理調教師 |
| ------------- | ---------------- | ---- | ---- | ------ | -------- | ---------- |
| 2018年9月13日 | カネトシテッキン | 牡2  | 川崎 | 1:37.9 | 増田充宏 | 佐々木仁   |
| 2019年9月3日  | インペリシャブル | 牡2  | 川崎 | 1:35.2 | 矢野貴之 | 高月賢一   |
| 2020年9月15日 | ピースフラッグ   | 牡2  | 川崎 | 1:35.8 | 山崎誠士 | 山崎尋美   |
| 2021年9月14日 | ノブレスノア     | 牡2  | 浦和 | 1:36.6 | 森泰斗   | 小久保智   |
| 2022年9月13日 | ヒーローコール   | 牡2  | 浦和 | 1:34.9 | 左海誠二 | 小久保智   |

### 各回競走結果の出典
- JBISサーチ
  - 2002年，2003年，2004年，2005年，2006年，2007年，2008年，2009年，2010年，2011年，2012年，2013年，2014年，2015年，2016年，2017年，2018年，2019年，2020年，2021年，2022年